# Virginia della Rovere
Virginia della Rovere (Urbino, 17 settembre 1544 – Napoli, 1º gennaio 1571) era figlia di Guidobaldo II della Rovere, duca di Urbino, e della prima moglie Giulia Varano, figlia ed erede di Giovanni Maria, duca di Camerino.

## Biografia
Il 5 maggio 1560 venne data in moglie a Federico Borromeo, duca consorte di Camerino (titolare ma non effettivo), principe di Oria e conte di Arona, a cui non diede figli. Lo sposo era il nipote di Pio IV (oltre che il fratello di San Carlo Borromeo) e la famiglia aveva sperato di poter riottenere il Ducato di Camerino, feudo pontificio prima ceduto ai Farnese e poi incamerato, grazie a questa parentela, ma invano.
In vista delle sue nozze, nel 1559, Costanzo Porta le dedicò un libro di madrigali a cinque voci, stampati presso Antonio Gardano, a Venezia. Virginia della Rovere fu sicuramente cantante se non anche musicista, come in uso all'epoca.
Rimasta vedova il 19 novembre 1562, contrasse nel 1564 nuove nozze con il principe Ferdinando Orsini, duca di Gravina.
Alla sua morte, Ferdinando si risposò con Costanza, figlia di Fabrizio II principe di Venosa, conte di Conza e signore di Gesualdo.
Morì di parto il 1º gennaio 1571.

## Ascendenza
|                                |                         |                                 | Genitori                      |  |  | Nonni |  |  | Bisnonni              |  |  | Trisnonni              |  |
|                                |                         |                                 |                               |  |  |       |  |  | Giovanni della Rovere |  |  | Raffaello della Rovere |  |
|                                |                         |                                 |                               |  |  |       |  |  | Giovanni della Rovere |  |  | Raffaello della Rovere |  |
|                                |                         | Teodora Manirolo                |                               |  |  |       |  |  | Giovanni della Rovere |  |  |                        |  |
| Francesco Maria I della Rovere |                         |                                 |                               |  |  |       |  |  | Giovanni della Rovere |  |  |                        |  |
|                                |                         | Giovanna da Montefeltro         | Federico da Montefeltro       |  |  |       |  |  |                       |  |  |                        |  |
|                                |                         | Giovanna da Montefeltro         | Federico da Montefeltro       |  |  |       |  |  |                       |  |  |                        |  |
|                                |                         | Giovanna da Montefeltro         | Battista Sforza               |  |  |       |  |  |                       |  |  |                        |  |
| Guidobaldo II della Rovere     |                         | Giovanna da Montefeltro         |                               |  |  |       |  |  |                       |  |  |                        |  |
|                                |                         | Francesco II Gonzaga            | Federico I Gonzaga            |  |  |       |  |  |                       |  |  |                        |  |
|                                |                         | Francesco II Gonzaga            | Federico I Gonzaga            |  |  |       |  |  |                       |  |  |                        |  |
|                                |                         | Francesco II Gonzaga            | Margherita di Baviera         |  |  |       |  |  |                       |  |  |                        |  |
| Eleonora Gonzaga               |                         | Francesco II Gonzaga            |                               |  |  |       |  |  |                       |  |  |                        |  |
|                                |                         | Isabella d'Este                 | Ercole I d'Este               |  |  |       |  |  |                       |  |  |                        |  |
|                                |                         | Isabella d'Este                 | Ercole I d'Este               |  |  |       |  |  |                       |  |  |                        |  |
|                                |                         | Isabella d'Este                 | Eleonora d'Aragona            |  |  |       |  |  |                       |  |  |                        |  |
| Virginia della Rovere          |                         | Isabella d'Este                 |                               |  |  |       |  |  |                       |  |  |                        |  |
|                                | Giulio Cesare da Varano | Giovanni II da Varano           |                               |  |  |       |  |  |                       |  |  |                        |  |
|                                | Giulio Cesare da Varano | Giovanni II da Varano           |                               |  |  |       |  |  |                       |  |  |                        |  |
|                                | Giulio Cesare da Varano | Bartolomea Smeducci             |                               |  |  |       |  |  |                       |  |  |                        |  |
| Giovanni Maria da Varano       | Giulio Cesare da Varano |                                 |                               |  |  |       |  |  |                       |  |  |                        |  |
|                                |                         | Giovanna Malatesta              | Sigismondo Pandolfo Malatesta |  |  |       |  |  |                       |  |  |                        |  |
|                                |                         | Giovanna Malatesta              | Sigismondo Pandolfo Malatesta |  |  |       |  |  |                       |  |  |                        |  |
|                                |                         | Giovanna Malatesta              | Polissena Sforza              |  |  |       |  |  |                       |  |  |                        |  |
| Giulia da Varano               |                         | Giovanna Malatesta              |                               |  |  |       |  |  |                       |  |  |                        |  |
|                                |                         | Franceschetto Cybo              | Papa Innocenzo VIII           |  |  |       |  |  |                       |  |  |                        |  |
|                                |                         | Franceschetto Cybo              | Papa Innocenzo VIII           |  |  |       |  |  |                       |  |  |                        |  |
|                                |                         | Franceschetto Cybo              | …                             |  |  |       |  |  |                       |  |  |                        |  |
| Caterina Cybo                  |                         | Franceschetto Cybo              |                               |  |  |       |  |  |                       |  |  |                        |  |
|                                |                         | Maddalena di Lorenzo de' Medici | Lorenzo de' Medici            |  |  |       |  |  |                       |  |  |                        |  |
|                                |                         | Maddalena di Lorenzo de' Medici | Lorenzo de' Medici            |  |  |       |  |  |                       |  |  |                        |  |
|                                |                         | Maddalena di Lorenzo de' Medici | Clarice Orsini                |  |  |       |  |  |                       |  |  |                        |  |
|                                |                         | Maddalena di Lorenzo de' Medici |                               |  |  |       |  |  |                       |  |  |                        |  |